# Oberdeutenbach
Oberdeutenbach war ein Gemeindeteil der Stadt Stein im Landkreis Fürth (Mittelfranken, Bayern). Mittlerweile ist dieser im Stadtteil Deutenbach aufgegangen.

## Geschichte
Der Ort wurde 1140 als „Dufenbach“ erstmals urkundlich erwähnt.
Gegen Ende des 18. Jahrhunderts gab es in Oberdeutenbach sechs Anwesen und ein Gemeindehirtenhaus. Das Hochgericht übte das brandenburg-ansbachische Richteramt Roßtal des Oberamtes Cadolzburg aus. Südlich der Straße beanspruchte das Oberamt Schwabach das Hochgericht. Die Dorf- und Gemeindeherrschaft hatte das Landpflegamt der Reichsstadt Nürnberg, was aber vom Richteramt Roßtal bestritten wurde. Grundherren waren das Kastenamt Schwabach (1 Schmiede) und die Reichsstadt Nürnberg (Mendelsche Zwölfbrüderhausstiftung: 1 Hof; Siechkobelstiftung St. Johannis: 1 Hof; das Pflegamt Engelthal und von Holzschuher: 1 Hof, 1 Halbhof, 1 Gut).
Von 1797 bis 1808 unterstand der Ort dem Justiz- und Kammeramt Schwabach. Im Rahmen des Gemeindeedikts wurde Oberdeutenbach 1808 dem Steuerdistrikt Reichelsdorf (II. Sektion) und der Ruralgemeinde Deutenbach zugeordnet. 1922 wurde Oberdeutenbach nach Stein eingegliedert und war fortan mit Unterdeutenbach der Gemeindeteil Deutenbach, seit 1977 ist Deutenbach ein Stadtteil von Stein, der mit Stein im Norden eine geschlossene Siedlung bildet.

### Baudenkmäler
- Regelsbacher Str. 46: Ehemaliger Stall- und Speicherbau[5]

### Einwohnerentwicklung
| Jahr      | 001818 | 001840 | 001861 | 001871 | 001885 | 001900 | 001925 | 001950 | 001961 |
| Einwohner | *105   | 152    | *209   | *246   | 204    | 131    | *348   | †      | †      |
| Häuser    | *21    | 18     |        |        | 22     | 23     | *52    | †      | †      |
| Quelle    | [ 7 ]  | [ 8 ]  | [ 9 ]  | [ 10 ] | [ 11 ] | [ 12 ] | [ 13 ] | [ 14 ] | [ 15 ] |

## Religion
Der Ort ist seit der Reformation evangelisch-lutherisch geprägt und war ursprünglich nach St. Georg (Dietersdorf) gepfarrt, seit 1924 ist die Pfarrei Stein zuständig. Die Einwohner römisch-katholischer Konfession waren ursprünglich nach St. Sebald (Schwabach) gepfarrt, ab Mitte des 20. Jahrhunderts war die Pfarrei St. Walburga (Eibach) zuständig, seit den 1960ern ist es die Pfarrei St. Albertus Magnus.